# Чусовое (озеро)
Чусово́е — озеро на территории Верх-Исетского района Екатеринбурга.

## Месторасположение
Озеро Чусовое расположено в 19 км к юго-западу от центра Екатеринбурга, в лесистой местности. На берегу озера располагается посёлок Чусовское озеро, из-за которого само озеро в народе тоже часто называют Чусовским, а не Чусовым. Город с посёлком соединяет Чусовской тракт.

## Физико-географическая характеристика
Согласно Водному реестру России озеро Чусовое относится к Камскому бассейновому округу — из юго-западной части озера вытекает безымянный ручей, который впадает в Чусовую (бассейн Камы). Буквально в нескольких сотнях метров к северо-востоку от озера из Патрушихинского болота вытекает река Патрушиха, которая по восточным склонам Уральского водораздела течёт в сторону Сибири и относится уже к Иртышскому бассейновому округу. Таким образом озеро имеет уникальное месторасположение — практически на водоразделе двух водосборных бассейнов — Каспийского и Северного Ледовитого.
Воду для своего питания озеро Чусовое берёт с гор северного и южного берегов, за счёт просачивания атмосферных осадков сквозь дресвяно-глинистую кору выветривания гранитов.
Географическое положение озера на водораздельной границе двух материков обусловлено тем, что расположилось оно на стойких к выветриванию интрузивных породах — гранитах, диоритах юго-восточного фланга огромного (70 на 30 км) Верх-Исетского массива. Возраст его 320 млн лет, в период его образования на Урале была горная страна андского типа. В меловую эпоху (140 — 60 млн лет назад), когда был влажный субтропический климат, массив и вмещающие его вулканические породы подвергались физическому выветриванию, выравниванию. В последующие эпохи, когда климат стал более прохладным, рельеф местности изменился несущественно. При этом было ещё несколько оледенений и потеплений. Так, в древних отложениях (возрастом около 50 тысяч лет) реки Патрушихи на юго-восточной окраине Екатеринбурга выделена одноимённая свита послеледниковых осадков: тонкое переслаивание супесей, суглинков, песков. Эти осадки включают многочисленные остатки фауны крупных млекопитающих: мамонтов, носорогов, бизонов, северных оленей, лошадей, ослов и др. А 35 тыс. лет назад, в межледниковую эпоху, в русле полноводной Патрушихи формировались галечники, пески, иловатые глины. Ландшафт был в то время лесостепной.

## История освоения и изучения
На берегу озера археологи обнаружили несколько стоянок первобытного человека. К началу освоения местности русскими (конец XVII—начало XVIII века), озеро располагалось на землях, принадлежащих башкирам. Согласно энциклопедическому словарю Брокгауза и Ефрона прежнее башкирское название озера — Болтоу. С начала XVIII века и до революции на озере существовал женский старообрядческий скит. В начале XX века существовал проект Камско-Тобольского водного пути, который должен был соединить реки Европейской и Азиатской частей Российской империи — по одному из вариантов канал между реками Чусовая и Исеть должен был пройти через озеро Чусовое. В связи с этим по маршруту предполагаемого канала при поддержке Министерства путей сообщения в 1912 году прошла экспедиция известного фотографа С. М. Прокудина-Горского, благодаря чему сохранился цветной дореволюционный снимок озера.
В 1940-х годах построены лечебные учреждения, в 1960 году начал работу санаторий — в настоящее время Областной специализированный центр медицинской реабилитации «Озеро Чусовское».